# 安土城天主信長の館

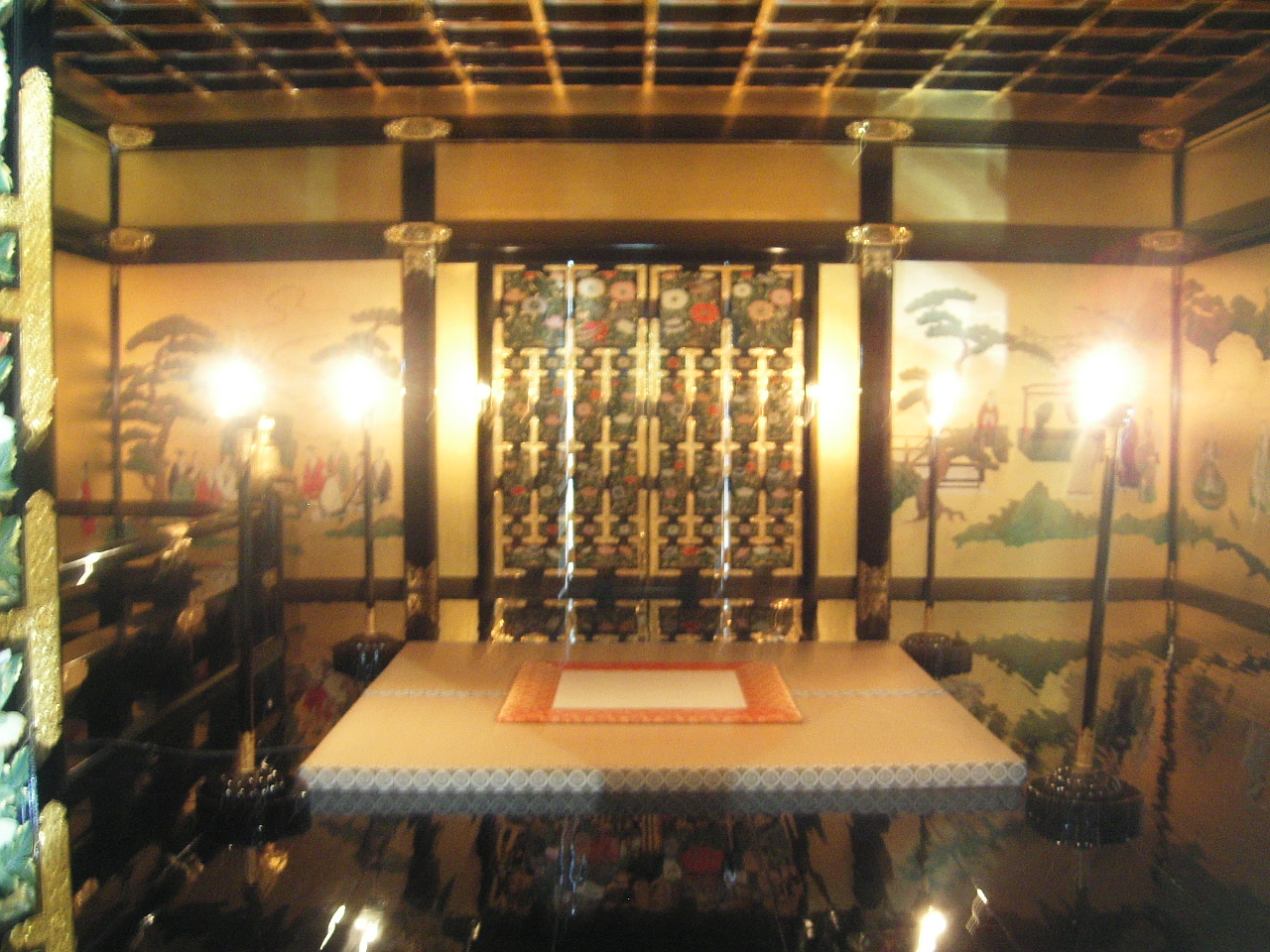
復元された天守内部

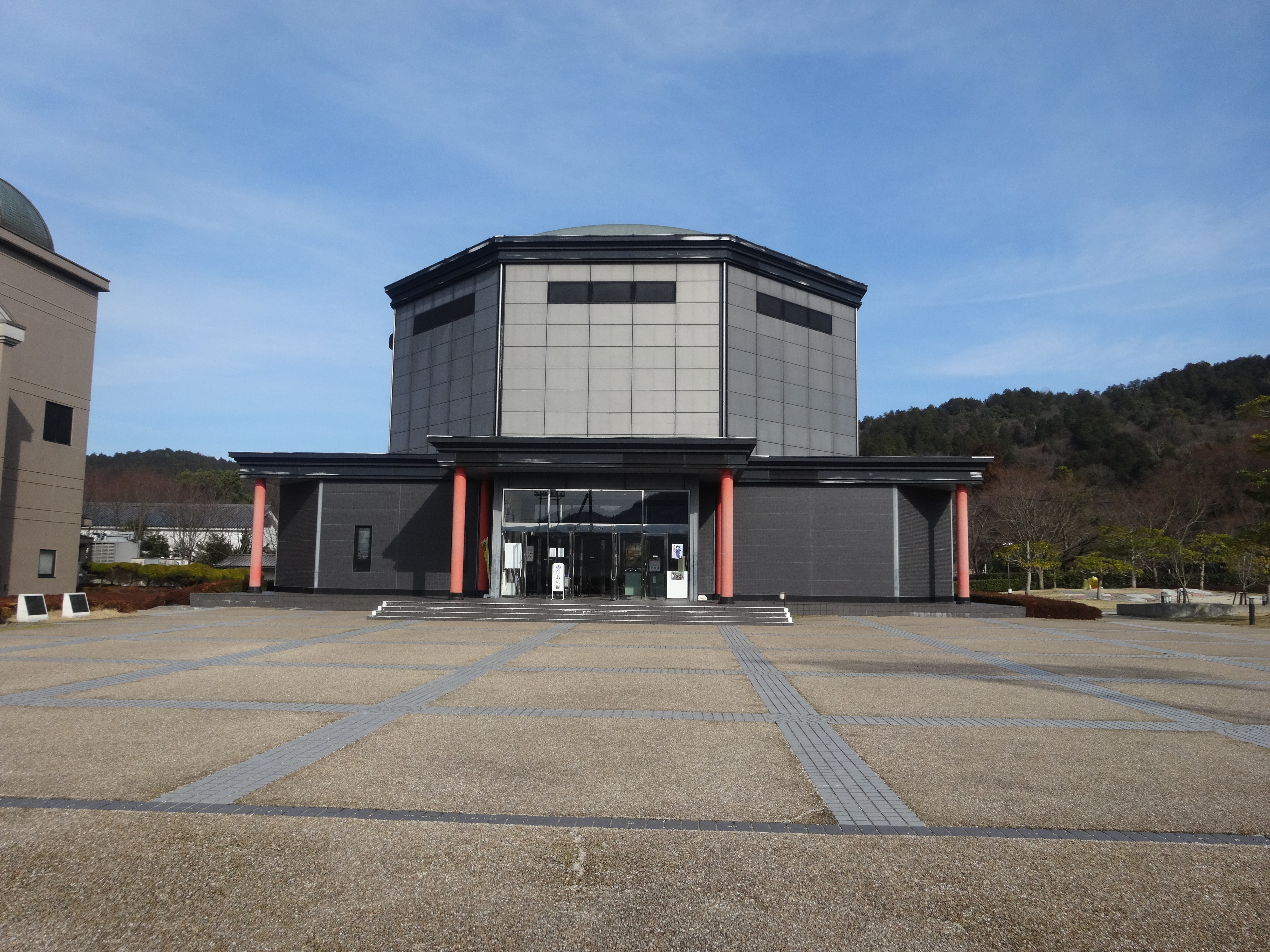
建物外観

安土城天主信長の館（あづちじょうてんしゅのぶながのやかた）は、滋賀県近江八幡市安土町にある施設。
館内には1992年に開催されたセビリア万国博覧会に出展された原寸大の安土城の復元天守（5・6階部分）がある。なお、天主内部には当時信長が「狩野永徳」を中心に描かせた「金壁障壁画」も再現されている。

## 所在地
- 滋賀県近江八幡市安土町桑実寺800番地

## 入館料
- 大人 個人610円、団体500円
- 学生 個人350円、団体250円
- 子供 個人170円、団体120円

(団体：20名以上)
※2021年4月現在

## その他
- 館自体には入れず、柵の外から見る形となる。館内は八角形の形をしており、安土時代の南蛮文化の障壁画が見られる。

- 2015年（平成27年）4月より館内にVR安土城シアターがオープンした。約15分間のショートムービー『絢爛安土城』が上映されている。
- 臨時休館：2022年8月1日～2023年3月31日の間、施設の改修工事のため休館していた。

## アクセス

### 公共交通機関
- 安土駅（JR東海道本線(琵琶湖線)）または近江八幡駅（JR東海道本線(琵琶湖線)・近江鉄道八日市線(万葉あかね線)）よりあかこんバスで文芸の郷停留所下車。

### 徒歩・自転車
- 安土駅（JR東海道本線(琵琶湖線)）安土駅より徒歩25分、同駅前からレンタサイクルで約15分。

### 自動車
- 名神高速道路 彦根ICから約40分、八日市ICから約25分、竜王ICから約20分

## 関連事項
- 安土町
- 滋賀県立安土城考古博物館
- 安土町城郭資料館